# Microgale brevicaudata
Microgale brevicaudata är en däggdjursart som beskrevs av Guillaume Grandidier 1899. Microgale brevicaudata ingår i släktet långsvanstanrekar, och familjen tanrekar. IUCN kategoriserar arten globalt som livskraftig. Inga underarter finns listade i Catalogue of Life.
Arten på minner om en liten näbbmus i utseende. Den blir 66 till 70 mm lång (huvud och bål) och har en cirka 33 mm lång svans. Vikten är 7 till 12 g. Den korta men mjuka pälsen har en mörkbrun till grå färg. Öronen är ganska långa med grå-violett färg. Svansen används som gripverktyg och den har flera ringar. Hos Microgale brevicaudata förekommer 47 ryggkotor.
Denna tanrek förekommer på östra och norra Madagaskar. Den vistas i låglandet och i låga bergstrakter upp till 950 meter över havet. Habitatet utgörs av olika slags skogar och buskskogar. Arten besöker även jordbruksmark intill skogar.
Individerna går främst på marken. De är aktiva på dagen eller på natten och letar efter insekter och andra ryggradslösa djur. Födan hittas på marken och troligen gräver Microgale brevicaudata i det översta jordlagret. Vid födobrist faller individerna i ett stelt tillstånd (torpor).
Hanar och honor lever allmänt ensamma. De mötas bara för parningen. Troligen har arten samma fortplantningssätt som andra långsvanstanrekar. Dräktigheten varar 58 till 64 dagar och sedan föds upp till 8 ungar. Ungarna blir efter cirka 22 månader könsmogna.
Artens naturliga fiender är rovfåglar, mindre Madagaskarrovdjur och olika kräldjur.